# Het Blauwe Kruis van België

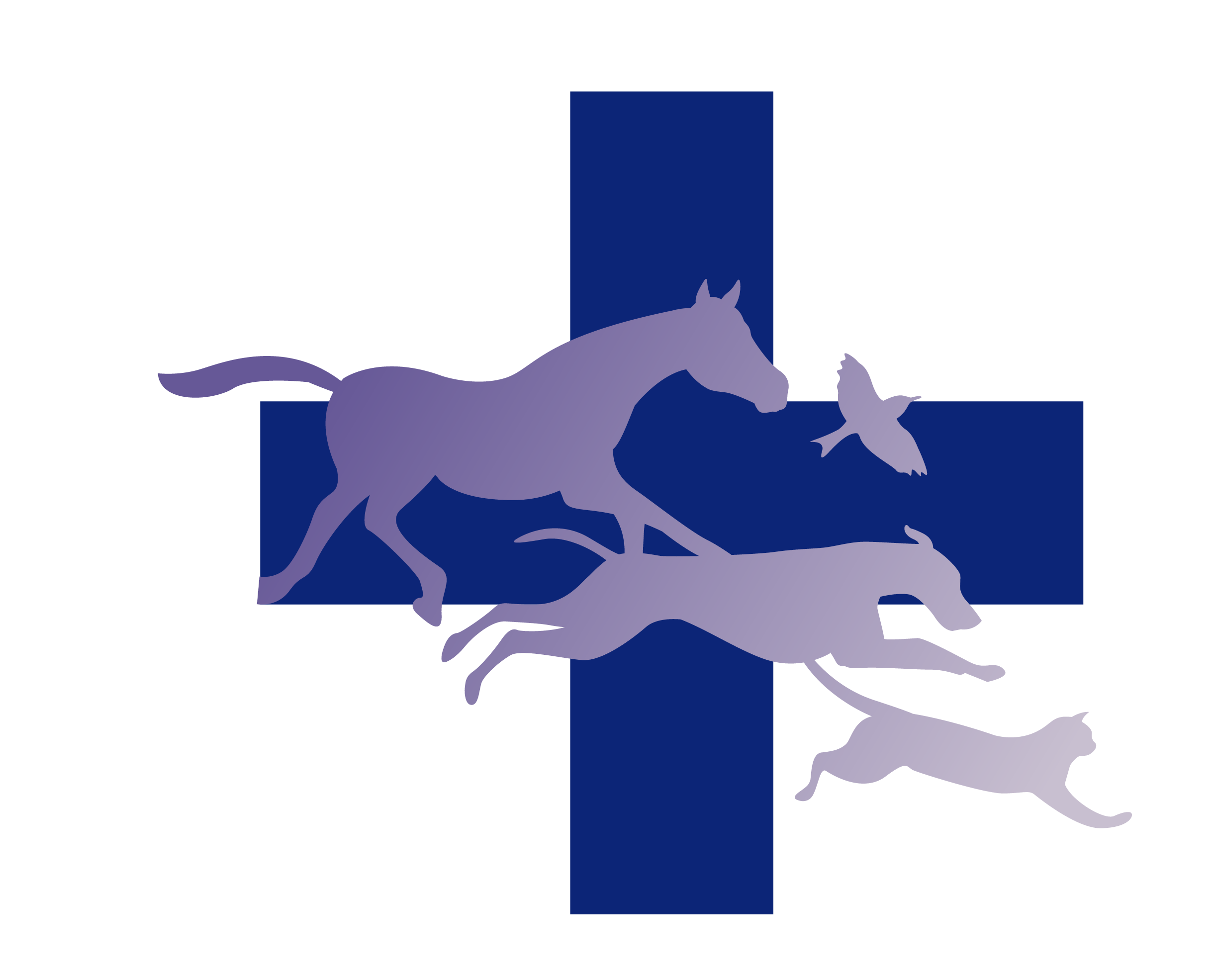
Logo

Het Blauwe Kruis van België (La Croix Bleue de Belgique) is een Belgische vzw die zich inzet voor dierenwelzijn en de bescherming van de natuur, eerst opgericht in 1914 onder de naam Les Amis des Animaux. De vereniging is aanwezig in de drie gewesten van België met vier dierenasielen in Vorst, Floriffoux, Lommel en Wommelgem .

## Activiteiten
De primaire missie van het Belgische Blauwe Kruis is het helpen van achtergelaten, gewonde of zieke dieren die in beslag zijn genomen door de politie of de regionale dierenwelzijnsdienst door ze een plek te bieden waar ze veilig, gevoed en verzorgd worden. De vereniging, erkend door het Brussels Gewest, ondersteunt mensen die een huisdier willen adopteren. Het biedt ook een hondenpension voor korte verblijven.

## Verhaal
Het was in Brussel in 1914 tijdens de Eerste Wereldoorlog dat een opvangcentrum werd opgericht om oorlogsdieren te helpen door mensen die zichzelf Les Amis des Animaux noemden. Deze oprichters hadden toen het Britse Blauwe Kruis als model en al snel zou dit toevluchtsoord worden geïdentificeerd als dat van het Belgische Blauwe Kruis. In 1925 werd de beslissing genomen om de organisatie van de opvang te structureren in de vorm van een vzw en op 1 augustus 1925 werden de eerste statuten gepubliceerd door de Belgische Monitor.
In 1961 breidde de vereniging zich uit naar Vlaanderen met de oprichting van een toevluchtsoord in Wommelgem dat in 1995-1996 volledig werd herbouwd volgens de huidige normen.
In 1967 zal in de regio van Namen een ander toevluchtsoord worden geëxploiteerd. In de loop der jaren zullen de groeiende activiteiten van dit toevluchtsoord een nieuwe locatie vereisen en dan zal de vereniging begin jaren 80 het voormalige terrein van de Floriffoux -kolenmijn verwerven. Op deze plek zal de vereniging een dierencentrum, een hondenschool voor het verbeteren van de mens-dierrelatie en een didactisch centrum voor educatie en training in dierenwelzijn en de bescherming van de natuur creëren.
In 2018 is de dochteronderneming Initiative-Nature opgericht.
In 2019 werd de vereniging gevraagd om de concessie voor de exploitatie van de opvang in het Limburgse Lommel over te nemen en is daar sinds 1 januari 2020 actief. Ook is het in 2020 dat de vereniging gevraagd wordt om de hondenschool en het hondengedragscentrum Kleuterschool voor Honden in Deurne over te nemen?
Tot dan toe gericht op huisdieren, breidt de vereniging haar activiteiten uit tot de bescherming van kleine dieren in het wild door in 2021 het CREAVES ((fr) Centre de Revalidation des Espèces Animales Vivant à l’Etat Sauvage) van Namen in Temploux over te nemen. Deze organisatie verzamelt, rehabiliteert en laat dieren van deze fauna in nood weer vrij in het wild.
Ook de stichting Jean Squilbeck, die voor oudere katten zorgt, is aan de vereniging verbonden.

## Financiering
Het Blauwe Kruis van België wordt niet gesubsidieerd en wordt voornamelijk gefinancierd door giften en legaten van particulieren.

## Gerelateerde artikelen
- Dierenwelzijn
- dierenasiel